# Parque nacional Vadvetjåkka
El parque pacional Vadvetjåkka es un parque nacional situado en el condado de Norrbotten, en Laponia, al norte de Suecia, en la frontera con Noruega. Protege la cordillera homónima y una serie de humedales a sus pies.
El parque se asienta en parte sobre terreno calcáreo, lo que explica la presencia de varias cuevas, incluida una de las más profundas del país. Además, este terreno calcáreo, junto con las abundantes precipitaciones debidas a la proximidad del océano Atlántico, contribuye a una flora muy rica, especialmente en la ladera sur de Vadvetjåkka. Los humedales y los ríos trenzados  del sur del parque también atraen a una variada avifauna.
La zona ha sido utilizada por los sami y sus antepasados durante varios miles de años, siendo un importante lugar de pastoreo para sus renos. Una familia incluso se asentó cerca de los humedales al sur del parque durante un breve período en el siglo XIX. En 1920 la zona fue designada parque nacional, uno de los primeros de Suecia. Debido a la lejanía de los principales núcleos de población y a la falta de instalaciones turísticas, el parque es uno de los menos visitados de todo el país.

## Geografía
El parque nacional de Vadvetjåkka está situado en el municipio de Kiruna, en el condado de Norrbotten, en la Laponia sueca, en el extremo norte del país. Se encuentra a unos 20 kilómetros del parque nacional Abisko, y limita con el parque nacional Rohkunborri al otro lado de la frontera noruega, que forma el límite norte del parque. En total, la zona protegida tiene 2.697 ha, lo que la convierte en el parque más pequeño del condado de Norrbotten.

El parque toma su nombre de la montaña Vadvetjåkka (Vádvečohkka en sami septentrional) que domina el paisaje. Esta montaña de perfil suave tiene una forma alargada, que se extiende 6 km de longitud a lo largo de un eje aproximadamente norte-sur. La montaña culmina en Čunučohkka (1.247 m), mientras que Vádvečohkka se refiere al pico más meridional que alcanza los 1.109 m. La vertiente meridional es muy escarpada y la altitud desciende bruscamente hasta llegar al gran valle de Torneträsk, donde el río Njuoraeatnu (Njuoraätno) forma una zona deltaica llamada Čunuluoppal. El parque está delimitado al oeste y al este, respectivamente, por los valles de los ríos Vádvejohka y Čunujohka, que se unen al Njuoraeatnu.

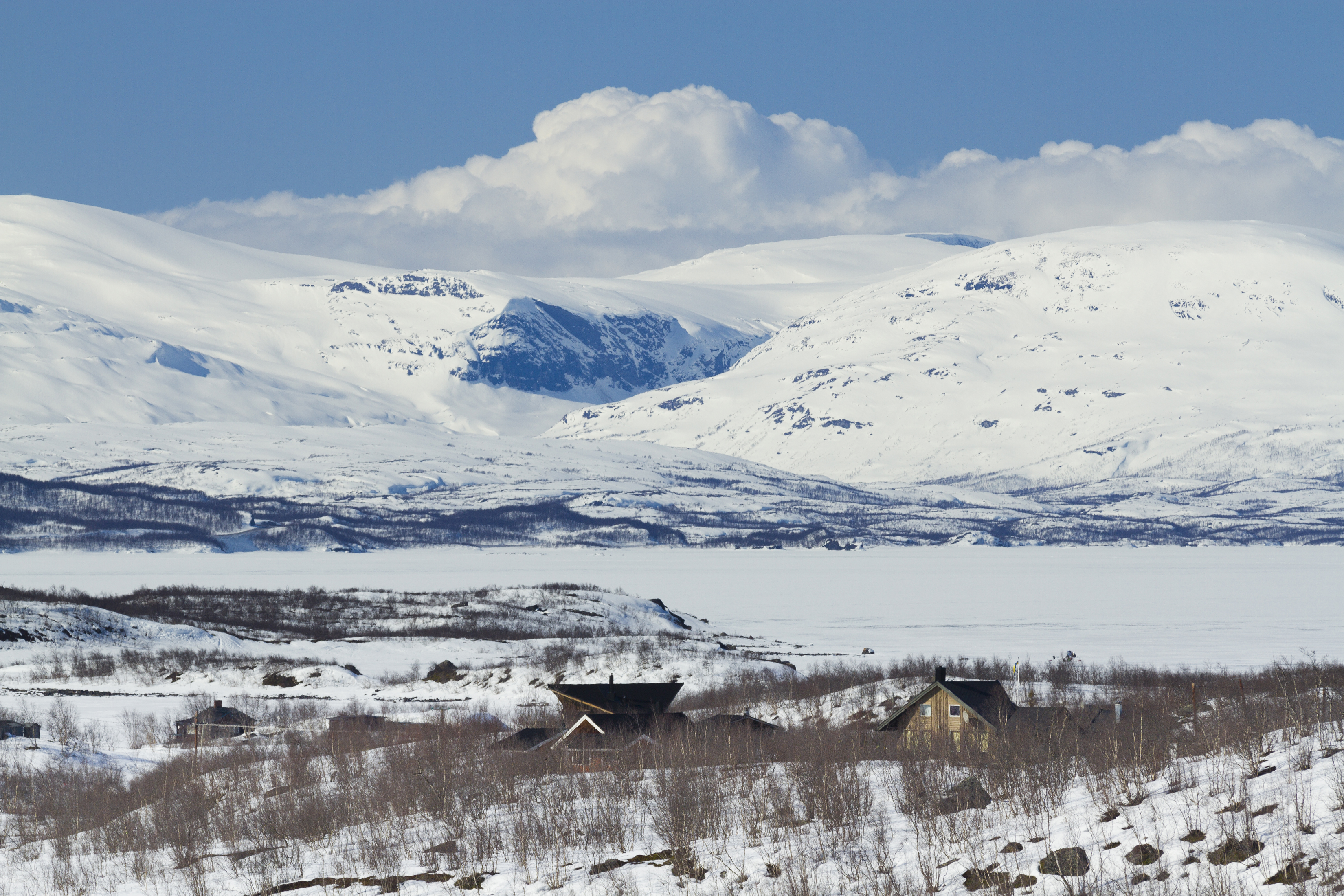
Vádvečohkka (derecha) y el profundo valle de Vádvejohka visto desde el sur en abril.
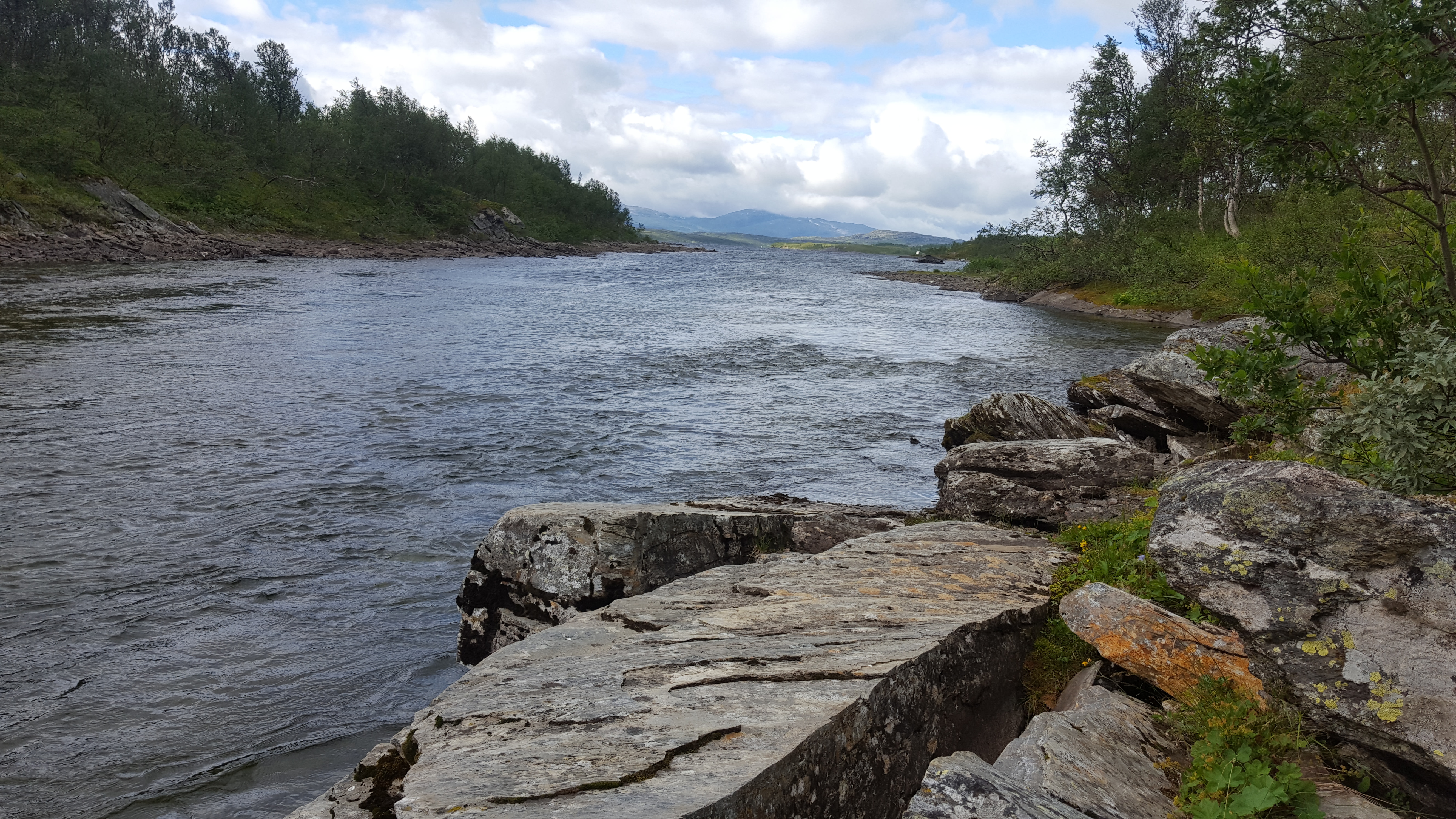
El río Njuoraeatnu en el límite del parque.

El micaesquisto es la roca principal del parque, con muchas inclusiones de granate, pero la sección occidental también incluye una amplia banda de caliza. Es en esta sección donde se encuentran varias de las cuevas más importantes de Suecia, incluida una de las más profundas del país con 140 m de profundidad y 700 m de longitud.
El clima está muy marcado por la proximidad del océano Atlántico al oeste, que aporta mucha humedad. Esto convierte a Vadvetjåkka en la montaña más baja de Suecia, que sin embargo está cubierta por un glaciar, el de Čunujökeln, con fuertes lluvias que compensan la baja altitud. Sin embargo, con el calentamiento global, el glaciar ha reducido considerablemente su tamaño y desde 2017 ya no es considerado un glaciar por las autoridades responsables.

## Medios naturales

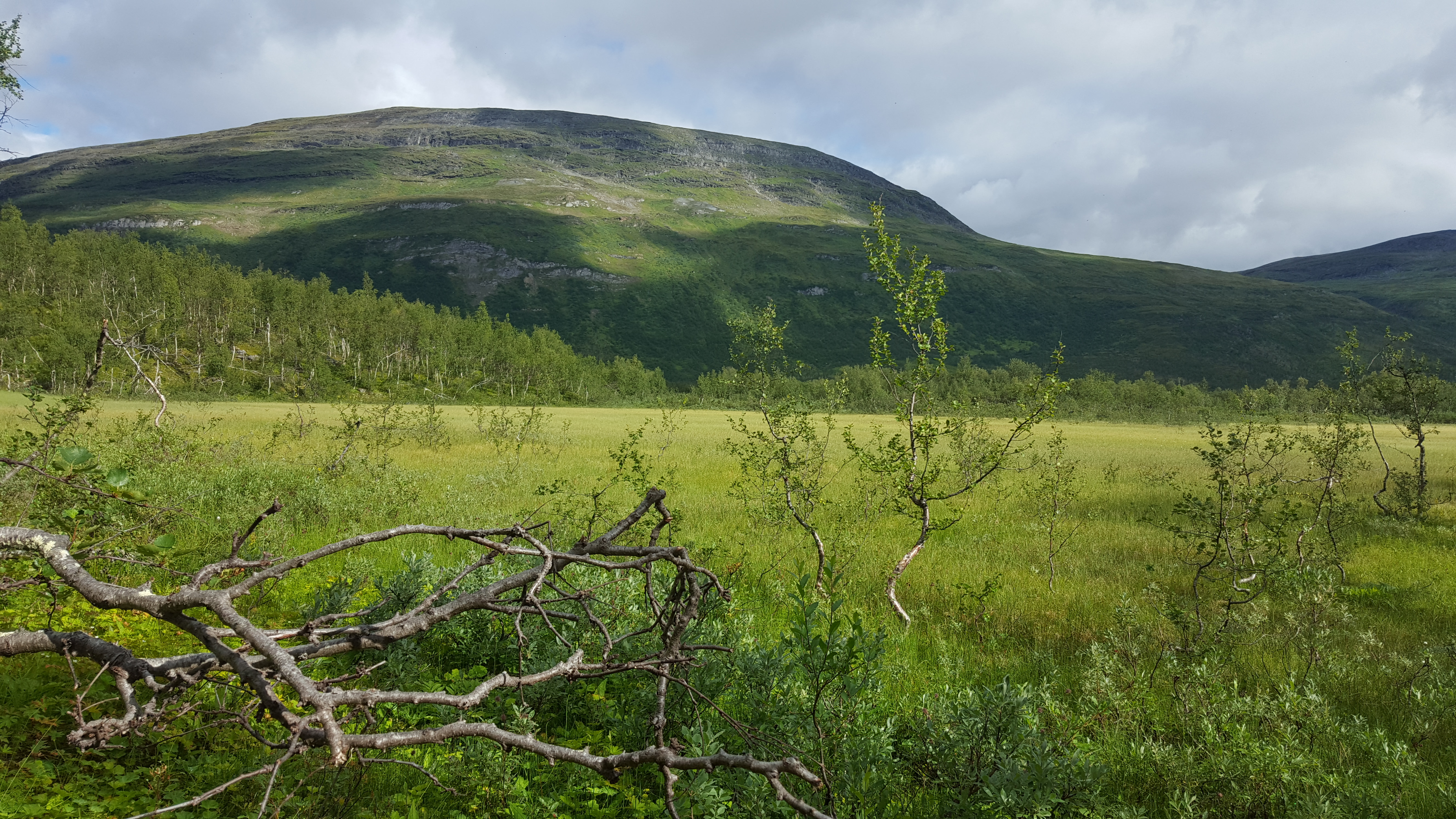
Zonas húmedas a los pies de Vadvetjåkka.

El parque forma parte de la ecorregión de los bosques de abedules escandinavos y las praderas de montaña. Casi el 80% de su superficie es roca desnuda o con una vegetación muy limitada. Sin embargo, debido al clima húmedo y al suelo calcáreo, el resto del parque incluye varias zonas con una flora especialmente rica y se han registrado casi 300 especies de plantas vasculares. En particular, la ladera sur de la montaña alberga un rico bosque húmedo de abedules pubescentes (Betula pubescens). El sotobosque incluye, en particular, varias especies exigentes, como las avens de montaña de ocho pétalos (Dryas octopetala), la verónica (Veronica fruticans), la saxífraga de hojas opuestas (Saxifraga oppositifolia) y la prímula escandinava (Primula scandinavica). El límite del bosque se sitúa en torno a los 600 m, muy bajo en comparación con el resto del país. Esto está relacionado con las fuertes precipitaciones en la zona, que provocan numerosas avalanchas que limitan el desarrollo de los árboles. Sin embargo, este exceso de precipitaciones también es clave para el desarrollo de varias especies que de otro modo serían raras en el país, como el helecho de avestruz (Matteuccia struthiopteris), el helecho macho (Dryopteris filix-mas) y la paja de los pantanos (Galium palustre). Al sur del parque, el terreno llano ha permitido el desarrollo de un complejo de deltas y humedales. Aquí se encuentran varias especies raras, entre ellas la orquídea de los mosquitos (Gymnadenia conopsea).
Entre los grandes mamíferos, el reno (Rangifer tarandus, doméstico) y el alce (Alces alces) son las especies más comunes, pero el oso pardo (Ursus arctos), el lince (Lynx lynx) y el glotón (Gulo gulo) también visitan ocasionalmente el parque. Entre los pequeños mamíferos destaca el lemming de la tundra noruega (Lemmus lemmus) como roedor emblemático de los Alpes escandinavos. La avifauna del parque es especialmente rica, con una alta concentración de especies en torno al delta, aunque el número de individuos es bastante limitado. En particular, se pueden encontrar aquí la cerceta pardilla (Anas crecca), el ánade rabudo (Anas acutale), el silbón común (Mareca penelope), el pato común (Aythya marila) y el archibebe común (Tringa totanus), el correlimos ladrador (Tringa nebularia), el correlimos de Temminck (Calidris temminckii), la agachadiza común (Gallinago gallinago) y el falaropo de pico estrecho (Phalaropus lobatus). En el bosque de abedules también hay numerosos paseriformes, sobre todo el pechiazul (Luscinia svecica) y el mirlo común (Turdus torquatus), pero también la rara curruca de los juncos (Acrocephalus schoenobaenus) y la collalba blanca (Carduelis hornemanni). Por último, la perdiz nórdica (Lagopus muta), el chorlito de las nieves (Charadrius morinellus) y el plectrophenax de las nieves (Plectrophenax nivalis) anidan en la etapa alpina.

## Historia
El territorio del parque ha sido durante mucho tiempo una importante zona de pastoreo para los renos de los sami. En la actualidad, la zona forma parte del territorio sami de Talma. El delta de Čunuluoppal solía ser una vía de comunicación entre Suecia y el Atlántico, y en el siglo XIX incluso se asentó aquí una familia sami. Los rastros de este asentamiento han desaparecido en gran medida, aunque todavía crece aquí la hierba común (Agrostis capillaris), que es una prueba del pastoreo practicado en aquella época.
El parque nacional fue creado en 1920, uno de los primeros del país, para proteger la rica vegetación.

## Gestión y protección
Como en la mayoría de los parques nacionales de Suecia, la gestión y la administración están divididas entre la Agencia Sueca de Protección del Medio Ambiente (Naturvårdsverket) y el Consejo Administrativo del Condado (Länsstyrelse).  Naturvårdsverket se encarga de proponer nuevos parques nacionales, previa consulta con las juntas administrativas de los condados y municipios, y su creación se aprueba por votación en el Parlamento. A continuación, el Estado adquiere los terrenos a través de Naturvårdsverket. El parque está gestionado principalmente por el condado, es decir, por la Junta Administrativa del Condado de Norrbotten para Vadvetjåkka. Las restricciones son relativamente estrictas en comparación con otros parques nacionales de Suecia; en particular, la caza y la pesca están totalmente prohibidas y el turismo organizado requiere un permiso de las autoridades.

## Turismo

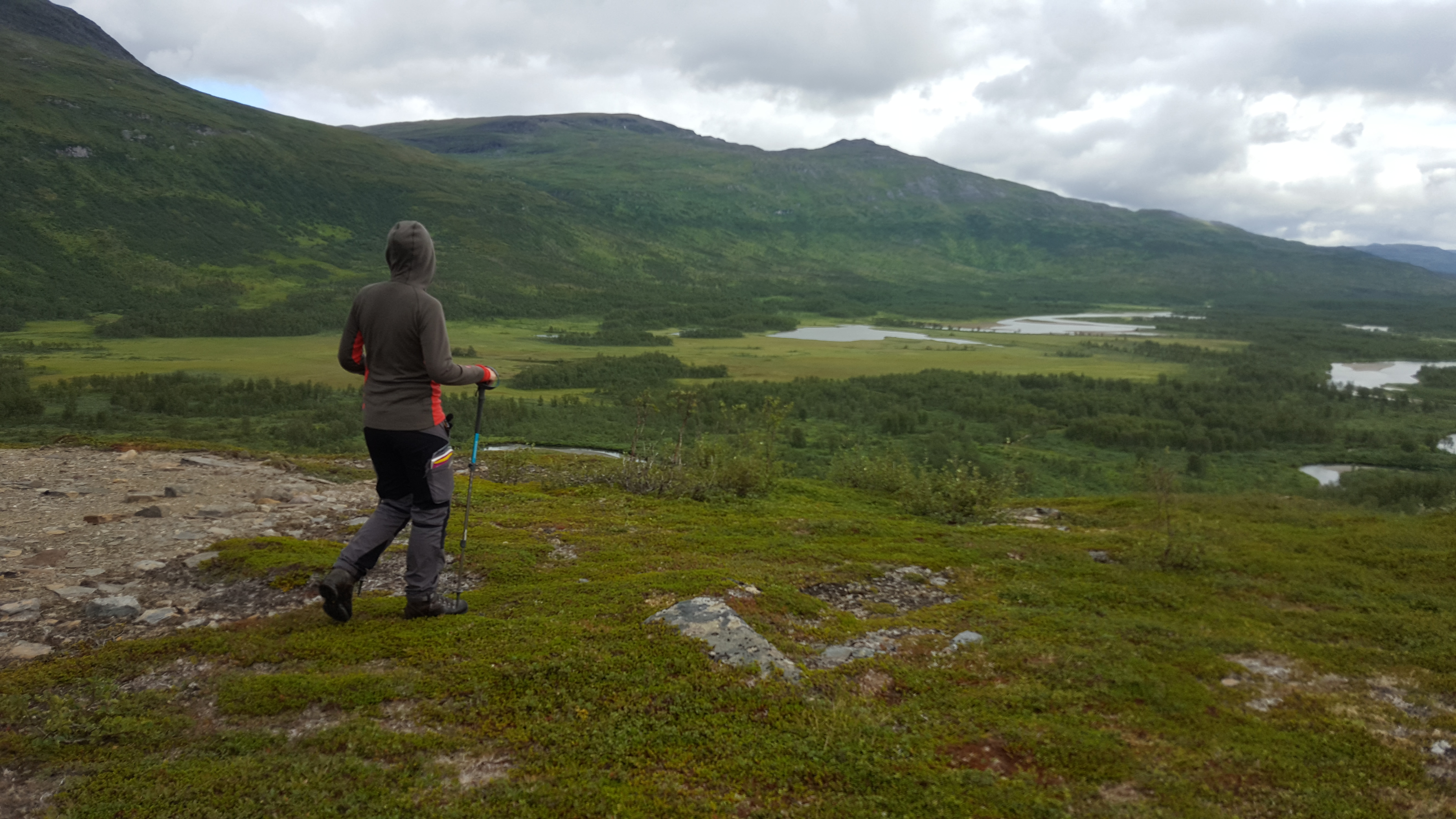
Senderismo en Vádveváráš, frente al delta de Čunuluoppal con el Vadvetjåkka a la izquierda.

Vadvetjåkka es de difícil acceso, ya que la entrada principal requiere un recorrido a pie de 10 km desde el aparcamiento de Kopparåsen en la ruta europea E10 hasta un puente sobre el Njuoraeatnu. Sin embargo, este sendero sólo lleva al límite del parque cerca del mirador de Vádveváráš, y sigue siendo necesario vadear el río Vádvejohka para entrar en el parque, lo que puede resultar difícil cuando el nivel del agua es alto. También hay un segundo puente sobre el río Njuoraeatnu cerca del límite sureste del parque que no está conectado a ningún sendero. Dentro del propio parque no hay infraestructuras turísticas ni rutas de senderismo. En definitiva, por todas estas razones y debido al clima a menudo húmedo, Vadvetjåkka es uno de los parques nacionales menos visitados de todo el país, con una estimación de 1.000 turistas al año. El principal atractivo del parque es la vista del delta, la observación de aves, las cuevas y la vista desde la cima de Vádvečohkka.